# Келецкий уезд
Келецкий уезд — административная единица в составе Келецкой губернии Российской империи, существовавшая c 1837 года по 1919 год. Административный центр — город Кельцы.

## История
Уезд образован в 1837 году в составе Краковской губерний, в 1842 году губерния была переименована в Келецкую. С 1844 года — в составе Радомской губернии, с 1867 года — в восстановленной Келецкой губернии. В 1919 году преобразован в Келецкий повят Келецкого воеводства Польши.

## Население
По переписи 1897 года население уезда составляло 142 754 человек, в том числе в городе Кельцы — 23 178 жит., в безуездном городе Хенцины — 6178 жит.

### Национальный состав
Национальный состав по переписи 1897 года:
- поляки — 119 482 чел. (83,7 %),
- евреи — 18 252 чел. (12,8 %),
- русские — 3459 чел. (2,4 %),

## Административное деление
В 1913 году в состав уезда входило 19 гмин: 
| - Бодзентин — пос. Бодзентин, - Белины — с. Белины, - Гурно — д. Воля-Яхова, - Далешице — пос. Далешице, - Домброва — д. Домброва, - Дымины — д. Дымины, - Зайончков — д. Зайончков, - Коржецко — д. Коржецко, - Лопушно — с. Лопушно, - Мнёв — с. Мнёв, | - Моравица — д. Моравица, - Невахлев — с. Невахлев, - Пекошов — с. Пекошов, - Самсонов — с. Самсонов, - Слупя-Нова — пос. Слупя-Нова, - Сноховице — с. Сноховице, - Сухеднев — с. Сухеднев, - Цисов — с. Оцесенки, - Щецно — д. Щецно. |